# Театральный (отель, Запорожье)
Отель «Театральный» — трёхзвездочная гостиница в Запорожье. Здание отеля является памятником архитектуры местного значения.

## История
Здание отеля было возведено до революции, но сильно пострадало во время освобождения Запорожья в 1943 году. Современный вид гостиница получила в 1956 году во время реконструкции города после войны. Нынешнее здание отеля «Театрального» было возведено в 1950-х годах по проекту архитектора Леонида Штейнфайера и предназначалось для размещения в нём гостиницы и ресторана. На тот момент находящийся рядом Театр малых форм также был преобразован. Во время войны помещение театра, как и отеля, было почти полностью разрушено и требовало серьёзной реконструкции. В ходе ремонтно-строительных работ театр расширили и усовершенствовали. Новая сцена теперь уже музыкально-драматического театра, облик которого знаком современникам, была открыта 30 января 1953 г. Местоположение в непосредственной близости от театра предрешило название реконструированного отеля. Гостиница была открыта в 1956 году.

Выстроенная заново после войны гостиница «Театральная» в 1950-е годы

Здание сохранило свою этажность, в отеле по-прежнему 4 этажа. Постройка выполнена в духе классицизма, имеет П-образную форму и выходит фасадами на улицы Почтовую, Троицкую и проспект Соборный. Главный вход в отель и ресторан размещён со стороны Троицкой улицы. В оформлении фасадов использованы классические методы архитектурной выразительности, такие как карнизы, портики, фризы, балюстрады, лепнина, пилястры и кессоны. Парадный вход украшает декоративная арка, прорезанная в толще стены.
Гостиница «Театральная» стала знаковым местом Запорожья в советский период. Она была пристанищем для знаменитых людей и артистов. Ресторан был одним из лучших в городе.
Валерий Золотухин в гостинице повстречался со своей будущей женой. В 1974 году в Запорожье снимали художественный фильм «Единственная…», где актёр играл главную роль. Вся съёмочная группа жила в гостинице. Актёр был очарован скрипкой, на которой играла Тамара, будущая жена Валерия.

## Современность
В 1990-е отель утратил былую славу, стал гостиницей экономкласса. В начале 2000-х годов в здании гостиницы сдавались площади в аренду, гостиница стала малопривлекательна для туристов и гостей города.
В 2007 году сессией городского совета здание отеля было внесено в список памятников архитектуры местного значения.
В 2010 году началась полная реконструкция гостиницы. Объём иностранных инвестиций оценивается в 10 млн долларов. Сегодня отель «Театральный» — единственный исторический отель в Запорожье. В начале 2011 года отреставрированная гостиница снова открылась. Безупречно выполненный в стиле «ампир» фасад здания, как образец архитектурной памятки города, был удачно сохранён и восстановлен, гармонично сочетаясь с современным оформлением номеров, холла и ресторана.
28 сентября 2015 года съемочная группа телевизионного реалити-шоу «Ревизор» «Нового канала» провела проверку гостиницы, которая получила положительные рекомендации
Ответ управляющего отеля программе «Ревизор».